# Kondor Flugzeugwerke
Die Kondor Flugzeugwerke waren eine Produktionsstätte für Flugzeuge im Ruhrgebiet.

## Geschichte

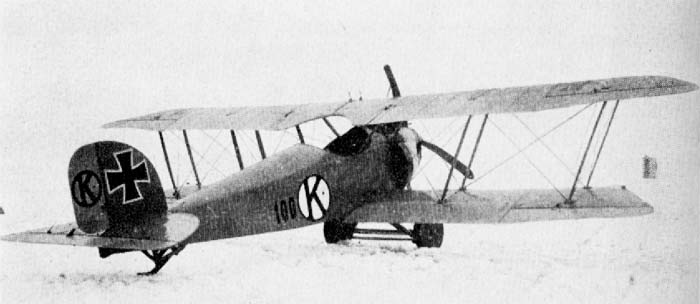
Kondor B.1, 1918

Die am 15. Juni 1912 gegründeten Kondor-Flugzeugwerke mit Firmensitz in Essen hatten ihr Stammwerk auf dem Gelände des früheren Flugplatz Gelsenkirchen-Essen-Rotthausen. In einer firmeneigenen Flugschule konnten angehende Piloten die notwendige Lizenz (Flugzeugführerzeugnis) erwerben, welche zum Führen von Flugzeugen berechtigte.
In den Jahren vor dem Ersten Weltkrieg tat sich der Hersteller mit dem Modell Kondor Taube hervor. Die Kondor Taube ähnelte, wie die Muster anderer Hersteller ebenfalls, sehr der damals bekannten und erfolgreichen Etrich-Rumpler Taube. Der Erstflug einer Kondor Taube ist auf den 12. Oktober 1912 datiert. Neben der Taube wurde ab Oktober 1916 das Modell Albatros B.II mit Lizenz der Albatros Flugzeugwerke im industriellen Serienbau gefertigt. Bis Kriegsende im Jahre 1918 wurden in Rotthausen etwa 480 Flugzeuge verschiedener Muster gebaut und rund 1200 Menschen beschäftigt. Während der Kriegsjahre entstanden einige werkseigene Flugzeugkonstruktionen (Aufklärer, Schulungs- und Jagdflugzeuge), welche aber über das Versuchsstadium nicht hinaus kamen oder nur in sehr geringen Stückzahlen gebaut worden sind. Die meisten Flugzeugmuster entstanden ab 1916 unter dem Chefkonstrukteur Walter Rethel (1892–1977). Auch Verkehrsflugzeuge wurden konzipiert, aber ebenfalls nicht bis zur Serienreife weiterentwickelt.

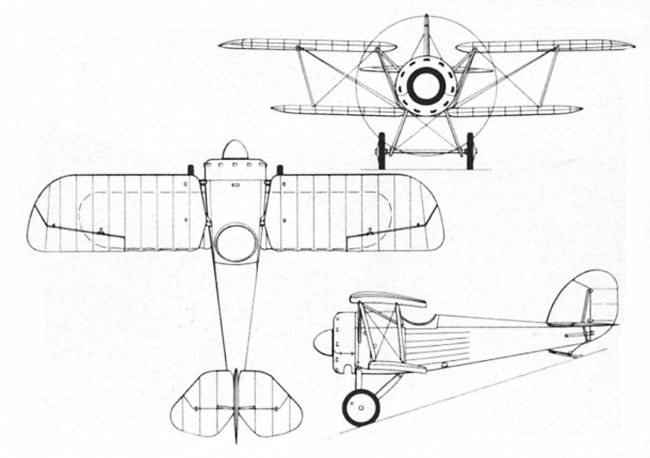
Dreiseitenriss Kondor D.6

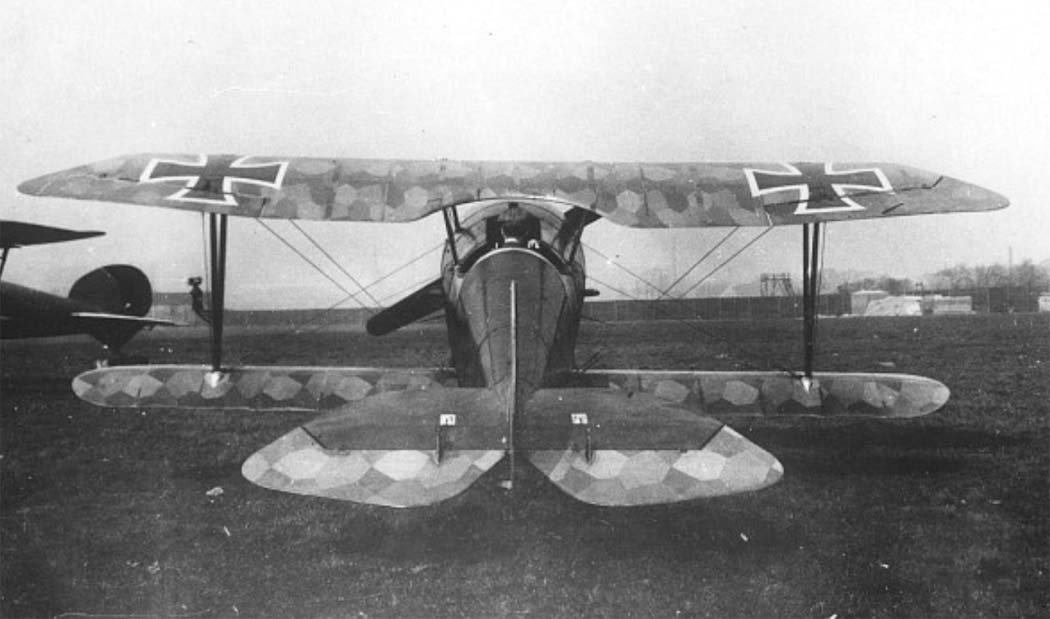
Prototyp Kondor D.1, 1917/1918
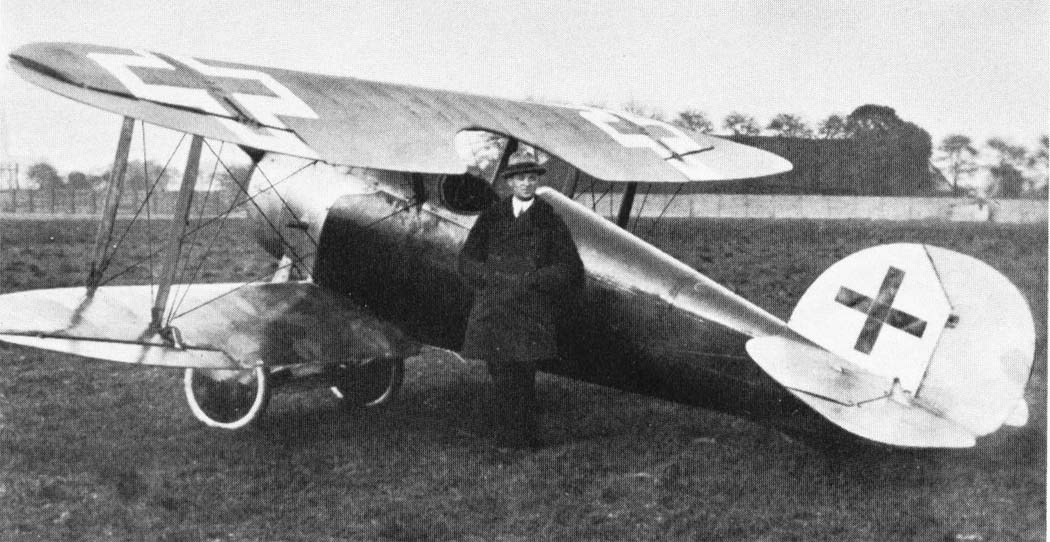
Prototyp Kondor D.2, 1917/1918
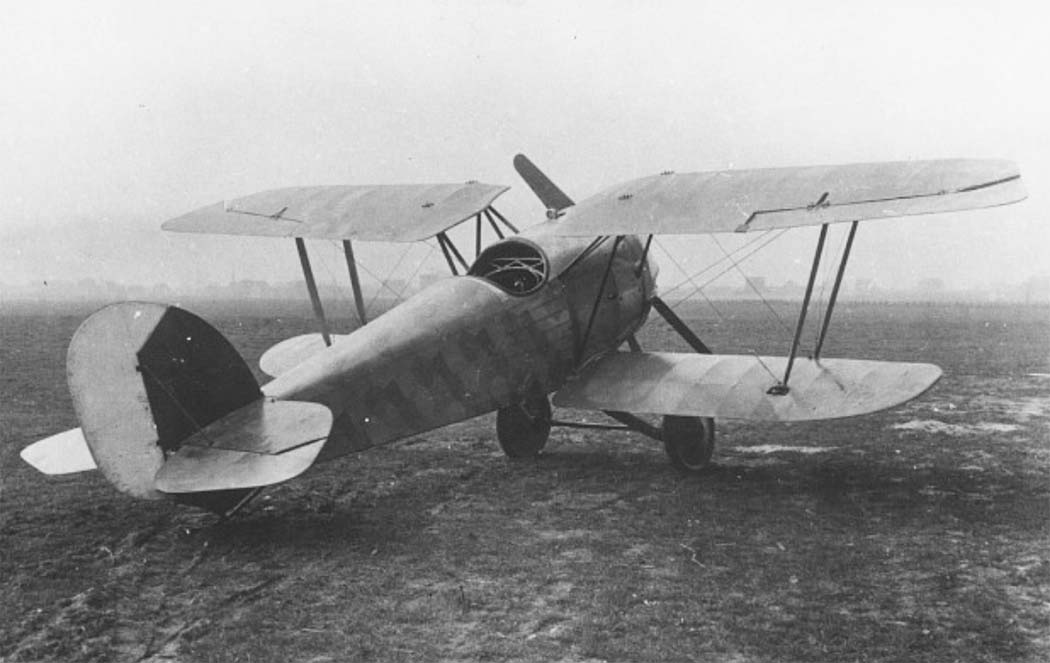
Prototyp Kondor D.6, 1918

Nach dem Ersten Weltkrieg wurden die Kondor-Flugzeugwerke liquidiert. Das Unternehmen bestand aber weiter und produzierte ab 1920 Möbel. Endgültig aufgelöst wurde die Firma im Jahre 1993 in Lemgo/Ostwestfalen-Lippe. Heute beherbergen die ehemaligen Kondor-Werke in Lemgo den Kondor-Gewerbepark mit Restaurants und dem Veranstaltungszentrum im alten Kesselhaus.